# DF-5

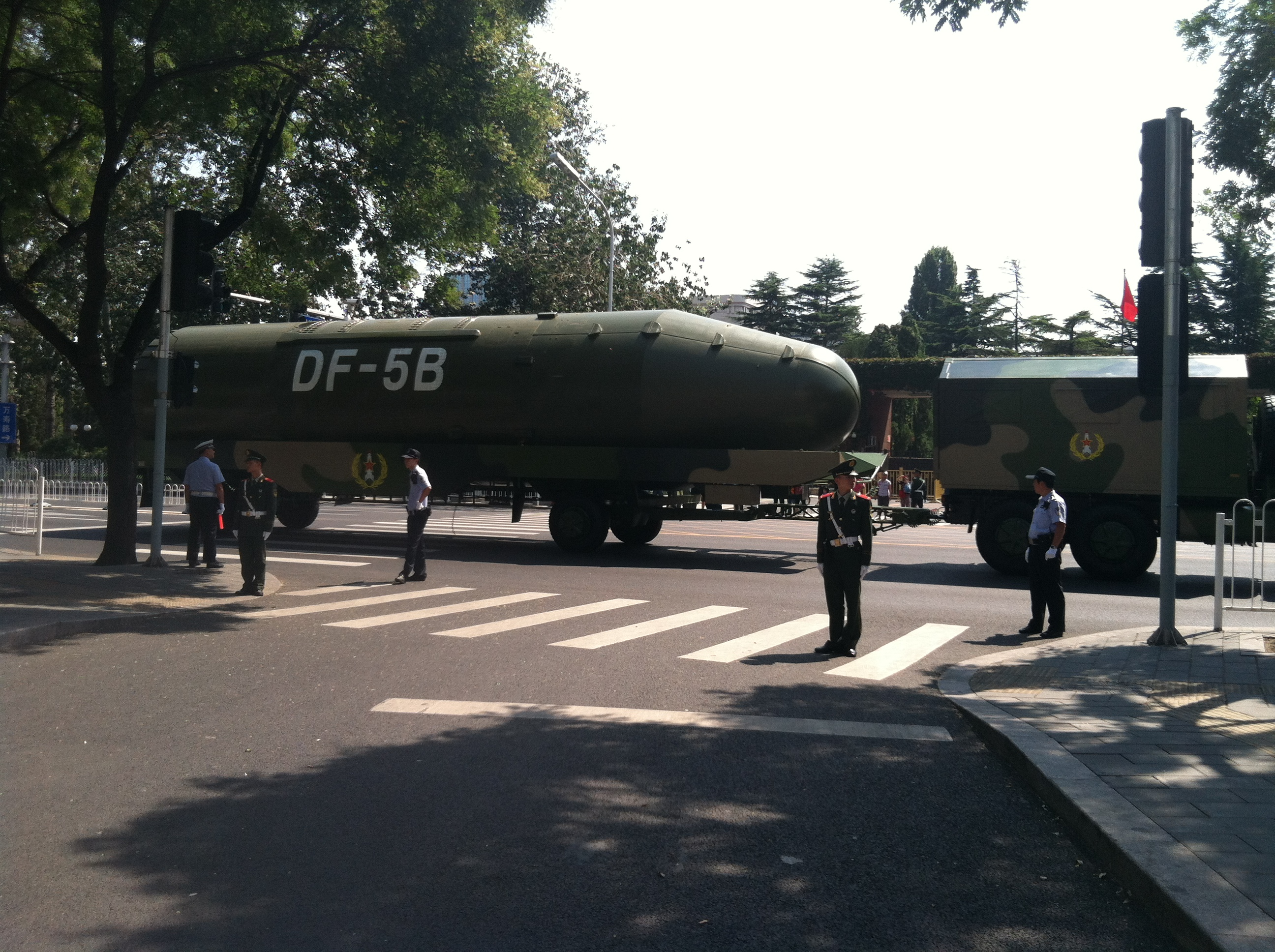
CSS-4 DF-5B

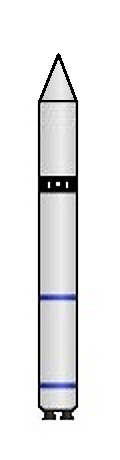
O míssil Dongfeng 5.

O Dongfeng 5[Wǔ] (chinês: 東風-5, literalmente "Eurus 5") ou DF-5 é um míssil balístico intercontinental desenvolvido pela China. Possuindo dois estágios, foi o primeiro míssil chinês com capacidade de atingir o solo dos Estados Unidos. 
Ele tem uma altura de 32,6 m e diâmetro de 3,35 m, pesa 181.000 kg e tem um alcance estimado de mais de 12.000 km. O DF-5 voou pela primeira vez em 1971 e se manteve operacional por 10 anos.
Uma das desvantagens desse míssil é que ele necessita entre 30 e 60 minutos para abastecer. O DF-5 está sendo substituído pelo DF-41 bem mais moderno.